# Хуан Понсе де Леон
Маркіз Хуан Понсе де Леон (ісп. Juan Ponce de Leon; близько 1474 — липень 1521) — іспанський конкістадор, що заснував перше європейське поселення на Пуерто-Рико і під час пошуків джерела вічної молодості знайшов у 1513 р. Флориду.

## Біографія
Народився в родині вальядолідського дворянина, служив пажем при королівському дворі, потім брав участь у звільненні Гранади від маврів. Не виключено, що в 1493 р. він супроводжував Колумба під час його плавання до берегів нововідкритої Америки. В 1503 р. з'явився в Вест-Індії як капітан під керівництвом губернатора Ніколаса де Овандо.
У нагороду за придушення індіанських заворушень Понсе де Леон був призначений Овандо намісником східної частини острова Еспаньйола. Коли до нього стали доходити чутки про те, що острів Пуерто-Рико багатий золотом, Понсе де Леон спорядив туди експедицію, що в 1508-09 роках досліджувала територію острова й заснувала поселення Капарра, жителі якого пізніше дали початок місту Сан-Хуан, нинішній столиці Пуерто-Рико.
Після повернення на Еспаньйолу Понсе де Леон отримав призначення губернатором Пуерто-Рико, що викликало заздрість недругів, які незабаром домоглися його відсторонення від справ. Невтомний конкістадор шляхом розпиту індіанців довідався про існування чудодійного джерела вічної молодості на острові Біміні, що лежить на північ від Пуерто-Рико (Багамські Острови) У березні 1513 р. він на власні гроші зібрав експедицію й відплив з Пуерто-Рико на пошуки чудо-джерела.
У квітні 1513 р. Понсе де Леон побачив землю й висадився на східному березі Флориди біля сучасного Сейнт-Огастіна. Він прийняв цю землю за острів і нарік його Флоридою за розкішну тропічну флору, а також через те, що відкриття «квітучої землі» довелося на пасхальний тиждень (Pascua Florida). Він обігнув Флориду з півдня й, пройшовши уздовж західного узбережжя півострова, повернувся спочатку на Пуерто-Рико, а потім в Іспанію, де в 1514 р. одержав призначення військовим губернатором Біміні і Флориди.
У 1521 р. Понсе де Леон на двох кораблях вирушив на колонізацію Флориди. Його загін з 200 вояків висадився на західному березі й вступив у винищувальну війну із плем'ям Калуса. Понсе де Леон був поранений отруєною стрілою й помер під час морського переходу на Кубу. Похований у Сан-Хуані. Його ім'я носить третє за величиною місто Пуерто-Рико — Понсе. Син Понсе де Леона, Хуан II, в 1579 р. тимчасово управляв Пуерто-Рико, а в 1581 р. склав письмовий опис Вест-Індії.

## Згадування в кіно
- У фільмі Даррена Аронофскі «Фонтан» сюжетна лінія обертається навколо фонтана вічної юності, що шукав Понсе де Леон.
- У фіналі фільму «Пірати Карибського моря: На краю світу» капітан Гектор Барбосса розповідає екіпажу «Чорної перлини» про їхню нову мету — фонтан вічної юності Понсе де Леона. У наступній частині іспанці, англійці (разом з капітаном Барбосою) і Чорна Борода вирушають на острів Куба і знаходять корабель Понсе де Леона разом з його могилою всередині. Потім всі знаходять джерело молодості, але іспанці знищили його.
- У п'ятому сезоні серіалу «Секретні матеріали», в епізоді під назвою «Об'їзд» агенти Скаллі й Малдер розслідують справу про зникнення людей у лісах Флориди, винуватцями яких виявляються загадкові лісові люди, які, можливо, здавна живуть у лісі і були колись, за припущенням Малдера, членами експедиції Понсе де Леона.
- В анімаційному серіалі «Spider-Man» (1967 р.) в епізоді «Fountain of Terror» доктор Коннер знаходить джерело вічної молодості, однак доктора виявляють й відправляють до камери Понсе де Леона.